# Magyar Filmdíj a legjobb férfi főszereplőnek (kisjátékfilm)
A Magyar Filmdíj a legjobb férfi főszereplőnek elismerés a 2014-ben alapított Magyar Filmdíjak egyike, amelyet a Magyar Filmakadémia (MFA) tagjainak szavazata alapján 2019 óta ítélnek oda egy-egy év magyar fikciós kisfilmtermése valamely alkotásában főszereplőként legjobb alakítást nyújtó színésznek.
A díjra történő jelölés nem automatikus; arra azon filmek szereplői jöhetnek számításba, amelyeket beneveztek a „legjobb kisjátékfilm” kategóriába. Nevezni az előző év január 1. és december 31. között televíziós csatorna műsorára tűzött, vagy nemzetközi filmfesztiválon versenyben vagy versenyen kívül szerepelt kisjátékfilmet, továbbá az előző évben készített vizsga- és diplomafilmeket lehet.
A jelölés és kiválasztás rendszeréről a Filmakadémia 2018-as közgyűlése döntött. A televíziós alkotások nevezési és regisztrációs határidejét év elején közli az MFA. A Magyar Filmhét versenyprogramjába került kisjátékfilmek szereplői közül a díjra érdemesnek tartott művészt az Akadémia tagjai egykörös titkos szavazással választják ki.
Az ünnepélyes díjátadóra Budapesten, a Magyar Filmhetet lezáró televíziós gálán kerül sor minden év elején.

## Díjak és jelölések
| Év (Gála) | Díjazottak                    | Megjegyzés |
| --------- | ----------------------------- | ---------- |
| 2019 (4.) | Ujlaki Dénes – Az agg színész | [ 4 ]      |